# Müzdat Yetkiner
Müzdat Yetkiner (* 17. Juli 1922 in Istanbul; † 23. November 1994 ebenda) war ein türkischer Fußballspieler, -trainer und -funktionär. Durch seine langjährige Tätigkeit für Fenerbahçe Istanbul und als Eigengewächs wird er sehr stark mit diesem Verein assoziiert und von Vereins- und Fanseiten als eine der wichtigen Persönlichkeiten der Vereinsgeschichte betrachtet. Darüber hinaus war er für den Verein interimsweise als Mannschaftskapitän tätig. Er wird oft mit einer späteren Fenerbahçe-Legende, mit Müjdat Yetkiner, verwechselt, da er oft fälschlicherweise auch als Müjdat Yetkiner geschrieben wird. Dabei sind beide Spieler weder verwandt noch verschwägert.

## Spielerkarriere

### Verein
Yetkiner kam im Istanbuler Stadtteil Kadıköy, dem Heimatviertel von Fenerbahçe Istanbul, auf die Welt und begann mit zehn Jahren mit dem Fußballspielen. 1938 wurde er in die Nachwuchsabteilung Fenerbahçes geholt. Es dauerte schließlich bis ins Jahr 1941, bis Yetkiner in den Profikader aufgenommen wurde. Ausschlaggebend an dieser späten Berufung war auch der Umstand, dass zu dieser Zeit ein Gesetz erlassen wurde das dem Verein untersagte, Schüler in ihren A-Mannschaft einsetzen. Nachdem Yetkiner in der Saison 1941/42 ohne Pflichtspieleinsatz geblieben war, kam er am 13. September 1942 in der Partie der İstanbul Ligi (dt. Istanbuler Liga) gegen Taksim SK zum Einsatz und gab damit sein Profidebüt. Da damals in der Türkei keine landesübergreifende Profiliga existierte, gab es stattdessen in den Ballungszentren wie Istanbul, Ankara und Izmir regionale Ligen, von denen die İstanbul Ligi (auch als İstanbul Futbol Ligi genannt) als die Renommierteste galt. Während Yetkiner in dieser Saison zu vier weiteren Ligaeinsätzen kam, eroberte er sich im Anschluss an diese Saison der Istanbuler Liga in der Maarif Mükafatı einen Stammplatz. In diesem als eine Art Turnier konzipierten und unregelmäßig veranstalteten nationalen Meisterschaft, an der die Mannschaften der drei Großstädte Istanbul, Ankara und Izmir teilnahmen, wurde Yetkiner in 13 von möglichen 14 Spielen eingesetzt, erzielte dabei sechs Tore und wurde mit seinem Team Turniersieger.
Nachfolgend war Yetkiner bis Mitte der 1950er Jahre ein fester Bestandteil der Mannschaft. Im Sommer 1952 wurde die İstanbul Futbol Ligi aufgelöst und in ein professionelles Ligasystem überführt. Fortan existieren die İstanbul Profesyonel Ligi (dt.: Istanbuler Profiliga) und die zweithöchste Spielklasse, die İstanbul İkinci Küme (dt.: Zweite Istanbuler Liga). Fenerbahçe spielte fortan in dieser Istanbuler Profiliga. Die Vereinsführung beschloss zu dieser Zeit mit Spielern aus der eigenen Reserve- und Nachwuchsmannschaften eine Kaderrevision durchzuführen und wollte dazu dennoch einige erfahrene Führungsspieler im Kader behalten. So blieben neben Yetkiner auch dessen langjährigen Kollegen Fikret Kırcan, Halit Deringör und Mehmet Ali Has im Kader. Diese als "Küçük Şeytanlar" (dt. Kleine Teufel) bezeichnete Mannschaft beendete die erste Saison der Istanbuler Profiliga als Tabellendritter und erreichte in der Saison 1952/53 überraschend die Meisterschaft. Nachdem Yetkiner diese beiden Spielzeiten und die Spielzeit 1953/54 als Stammspieler durchgespielt hatte, blieb er noch in der Spielzeit 1954/55 als Ergänzungsspieler im Kader und kam über sporadische Einsätze nicht hinaus. Nach dieser Saison beendete er mit 33 Jahren seine Karriere.

### Nationalmannschaft
Yetkiner begann seine Nationalmannschaftskarriere 1950 mit einem Einsatz für die türkische Nationalmannschaft im Testspiel gegen die israelische Nationalmannschaft. Bis zum Herbst 1954 absolvierte er sieben weitere Einsätze und war in seinen zwei letzten A-Länderspielen als Mannschaftskapitän tätig. Da ein großer Teil seiner aktiven Fußballspielerkarriere in die Zeit des Zweiten Weltkrieges gefallen war, wurden elf Jahre lang keine Länderspiele ausgetragen und Yetkiner konnte seine Nationalmannschaftskarriere erst ab 1948 beginnen.
Neben seinen A-Länderspieleinsätzen spielte Yetkiner auch für die türkische U-21-Nationalmannschaft und für die zweite Auswahl der türkischen Nationalmannschaft, für die B-Nationalmannschaft. Bei seinen Einsätzen für die U-21-Auswahl seines Landes war er deutlich über 21 Jahre alt.

## Trainerkarriere
Yetkiner wechselte kurz nach dem Ende seiner Spielerkarriere ins Trainerfach und begann im Sommer 1956 bei Fenerbahçe Istanbul als Nachwuchstrainer zu arbeiten. Die Tätigkeit führte er nur zwei Monate lang aus.

## Trivia
- Yetkiner besuchte das renommierte Istanbuler Haydarpaşa-Gymnasium.

## Erfolge
Mit Fenerbahçe Istanbul
- Meister der İstanbul Futbol Ligi: 1943/44, 1946/47, 1947/48, 1949/50
- Meister der İstanbul Profesyonel Ligi: 1952/53
- Meister der Maarif Mükafatı: 1943/44
- İstanbul-Pokalsieger: 1944/45
- Premierminister-Pokalsieger: 1944/45, 1945/46
- Bildungsministeriums-Pokalsieger: 1944/45, 1945/46, 1949/50